# اچ‌ام‌اس ونجنس (آر۷۱)
اچ‌ام‌اس ونجنس (آر۷۱) (به انگلیسی: HMS Vengeance (R71)) یک کشتی بود که طول آن ۶۹۵ فوت (۲۱۲ متر) بود. این کشتی در سال ۱۹۴۴ ساخته شد.